# Kondratowice

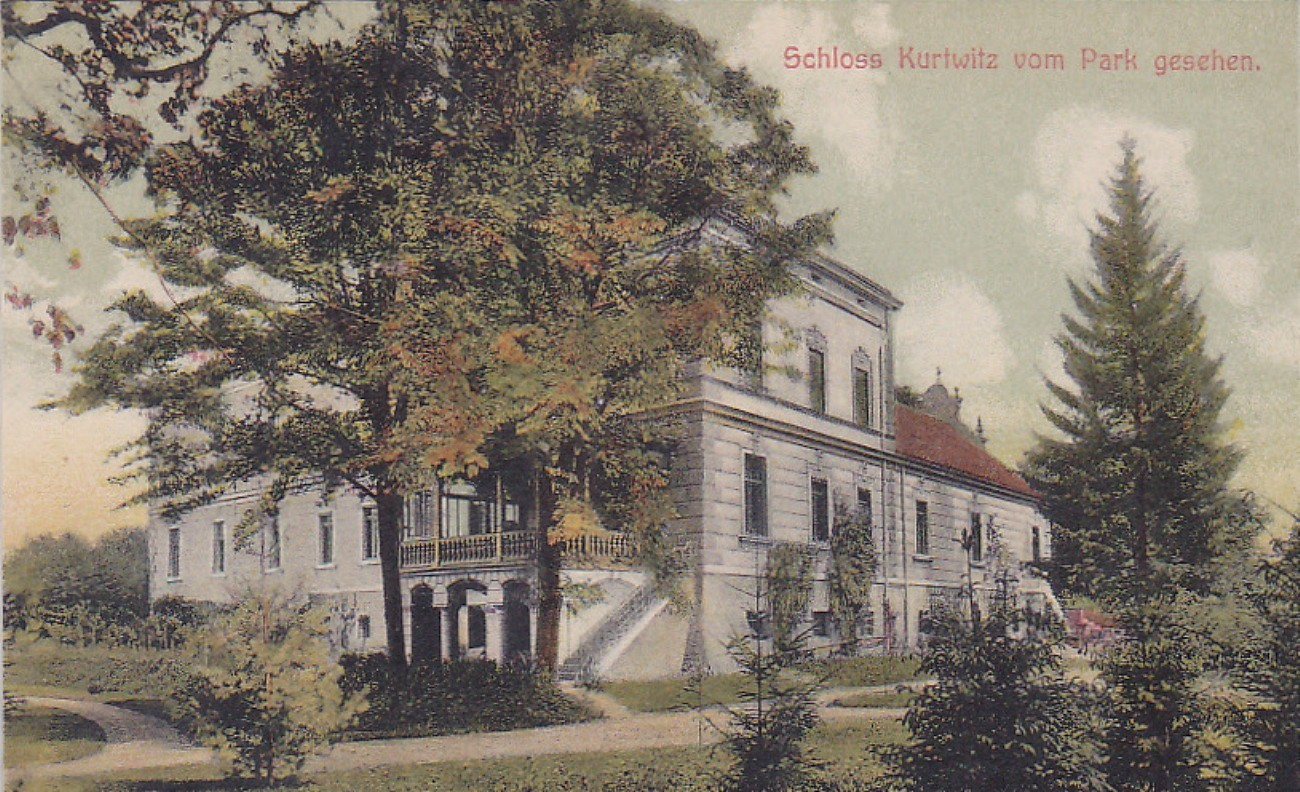
Schloss Kurtwitz

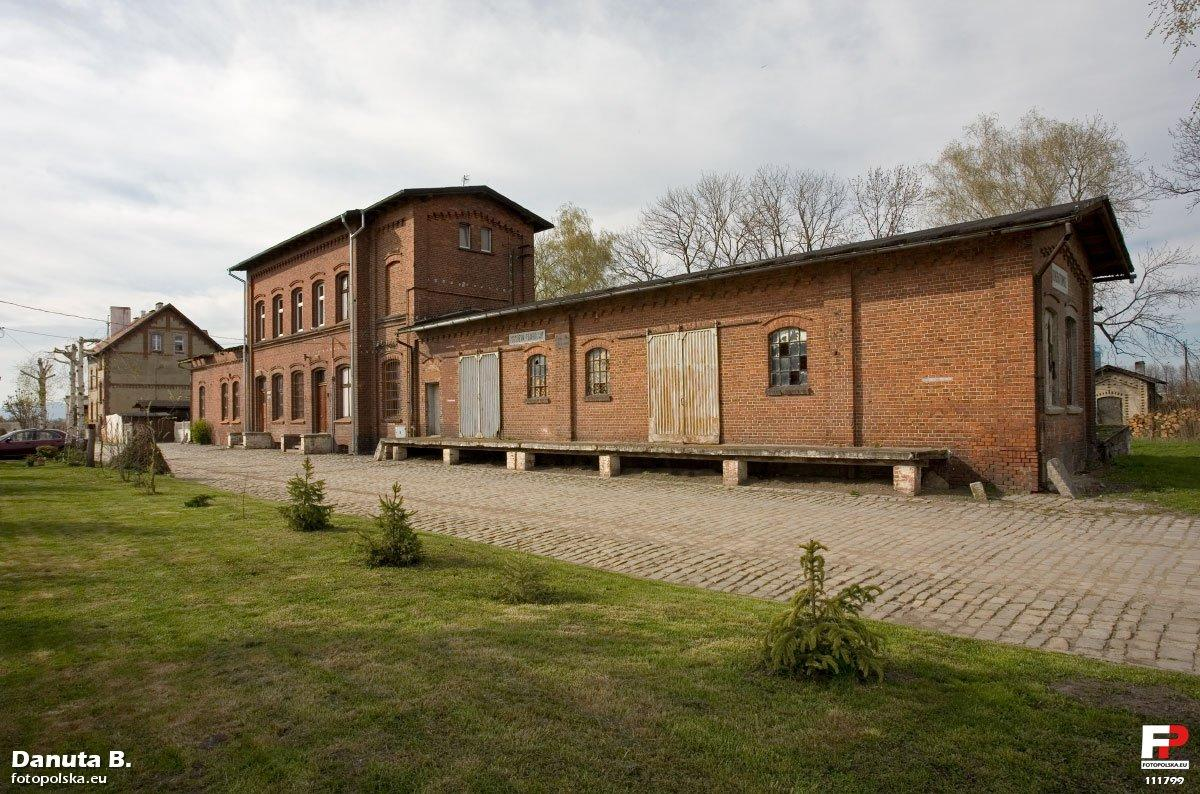
Bahnhofsgebäude

Kondratowice (deutsch Kurtwitz) ist ein Dorf und Sitz der gleichnamigen Landgemeinde im Powiat Strzeliński der Woiwodschaft Niederschlesien in Polen.

## Lage
Nachbarorte von Kondratowice sind Sienice (Senitz) im Westen, Księginice Wielkie (Groß Kniegnitz) im Südwesten, Karczyn (Karzen) im Norden, Prusy (Praus) im Süden, Karszów (Karschau) im Osten. 

## Geschichte
Heidnische Begräbnisplätze in der Nähe von Kondratowice in Richtung des Ortsteiles Księginice Wielkie lassen auf eine Besiedlung des Gebietes in grauer Vorzeit schließen. Der Ort wurde 1411 in einer Urkunde als Cunralowicz bezeichnet. Der Ortsname deutet auf eine slawische Gründung. Im Zuge der Ostkolonisation wurde Kurtwitz nach deutschem Recht umgesetzt. Es gehörte zum piastischen Herzogtum Brieg, das Herzog Bolesław III. 1329 als ein Lehen der Krone Böhmen unterstellte. Nach dem Tod des letzten Brieger Herzogs Georg Wilhelm fiel Kurtwitz zusammen mit dem Herzogtum Brieg als erledigtes Lehen durch Heimfall an die Krone Böhmen zurück.  
Zwischen dem Ortsteil Rothschloß (seit 1945 Białobrzezie) und Mollwitz kam es im Verlauf des Ersten Schlesischen Kriegs am 17. Mai 1741 zu einem Gefecht („Überfall auf Rothschloß“), bei dem 600 vom preußischen Oberstleutnant Hans Joachim von Zieten kommandierte Husaren sich gegen 1400 Soldaten des Generals der Kaiserlichen Armee Johann Freiherr Baranyay von Bodorfalva (1685–1766) durchsetzten; eine Abteilung unter Oberst Hans Karl von Winterfeldt nahm einen österreichischen Verpflegungstransport weg. Nach dem Ersten Schlesischen Krieg fiel Kurtwitz 1741/42 mit fast ganz Schlesien an Preußen. Die alten Verwaltungsstrukturen wurden aufgelöst und Kurtwitz in den Kreis Nimptsch eingegliedert, mit dem es bis zu seiner Auflösung 1932 verbunden blieb. 1792 zählte das Dorf ein Vorwerk, sechs Bauern, 16 Gärtner und 202 Einwohner. Gegen Ende des 18. Jahrhunderts war Kurtwitz im Besitz die Grafen von Zierotin.
1845 bestand Kurtwitz aus 37 Häusern, einem herrschaftlichen Schloss und Vorwerk, 244 Einwohnern (davon 26 katholisch und der Rest evangelisch), einer Brau- und Brennerei, sechs Handwerkern und einem Kramer. Kurtwitz war evangelisch zur Kirche in Karzen und katholisch zur Kirche in Rothschloß gepfarrt. 1868 wurde das Schloss vom Rittergutsbesitzer August Andreas Rohde erworben, der in Kurtwitz eine Zuckerrübenfabrik errichten ließ. Seit 1874 gehörte Kurtwitz zum Amtsbezirk Rothschloß. Nach der Auflösung des Kreises Nimptsch 1932 wurde die Gemeinde Kurtwitz dem Landkreis Strehlen eingegliedert. Mit der Übernahme durch die Volksrepublik Polen nach der Eroberung durch die Rote Armee wurde Kurtwitz 1945 in Kondratowice umbenannt. Danach fand infolge der Flucht und Vertreibung Deutscher aus Mittel- und Osteuropa 1945–1950 und der Neubesiedlung durch Polen, die teilweise aus Ostpolen stammten, ein vollständiger Bevölkerungsaustausch statt.

## Verkehr
Der Bahnhof des Ortes bildete das nördliche Ende der einstigen Frankensteiner Kreisbahn an der Bahnstrecke Brzeg–Łagiewniki Dzierżoniowskie.

## Sehenswürdigkeiten
- Schloss Kurtwitz, Vorgängerbau war eine Wasserburg aus dem 15. Jahrhundert, im 18. Jahrhundert auf den Grundmauern des alten Hauses ein Barockschloss mit drei Flügeln errichtet, 1891 durch den Rittergutsbesitzer August Andreas Rohde im Stil des Neoklassizismus wesentlich umgestaltet. Nach 1945 als Verwaltungssitz einer Landwirtschaftlichen Produktionsgenossenschaft genutzt, 1973 renoviert und 2003 unter Denkmalschutz gestellt. Heute in Besitz eines deutschen Saatzuchtunternehmens.
- Landschaftspark aus dem 19. Jahrhundert.

## Gemeinde
Zur Landgemeinde Kondratowice gehören 18 Ortschaften (deutsche Namen) mit einem Schulzenamt:
| - Błotnica (Plottnitz) - Czerwieniec (Roth Neudorf) - Gołostowice (Gollschau) - Górka Sobocka (Gorkau) - Grzegorzów (Grögersdorf) - Janowiczki (Klein Johnsdorf) - Karczyn (Karzen) - Komorowice (Kummelwitz) - Kondratowice (Kurtwitz) | - Księginice Wielkie (Groß Kniegnitz) - Lipowa (Leipitz) - Maleszów (Mallschau) - Podgaj (Pudigau) - Prusy (Prauß) - Rakowice - Strachów (Strachau b. Nimptsch) - Zarzyca (Reichau) - Żelowice (Silbitz) |

Weitere Ortschaften der Gemeinde sind Białobrzezie (Rothschloß), Brochocinek (Naß Brockguth), Edwardów (Teichvorwerk), Jezierzyce Małe (Klein Jeseritz), Kowalskie (Schmitzdorf), Sadowice (Sadewitz), Skała (Skalitz), Stachów (Stachau) und Wójcin.